# أنطونيو غونزاليس (لاعب هوكي الحقل)
أنطونيو غونزاليس (بالإسبانية: Antonio González Izquierdo)‏ هو لاعب هوكي الحقل إسباني، ولد في 13 أكتوبر 1969 في سانتاندير في إسبانيا.

## وصلات خارجية
- أنطونيو غونزاليس على موقع اللجنة الأولمبية الدولية (الإنجليزية)
- أنطونيو غونزاليس على موقع أوليمبيديا (الإنجليزية)
- أنطونيو غونزاليس على موقع اللجنة الأولمبية الإسبانية (الإسبانية)